# Conopeum ponticum
Conopeum ponticum är en mossdjursart som beskrevs av Hayward 200. Conopeum ponticum ingår i släktet Conopeum och familjen Membraniporidae. Inga underarter finns listade i Catalogue of Life.